# Willy Brandtgebouw

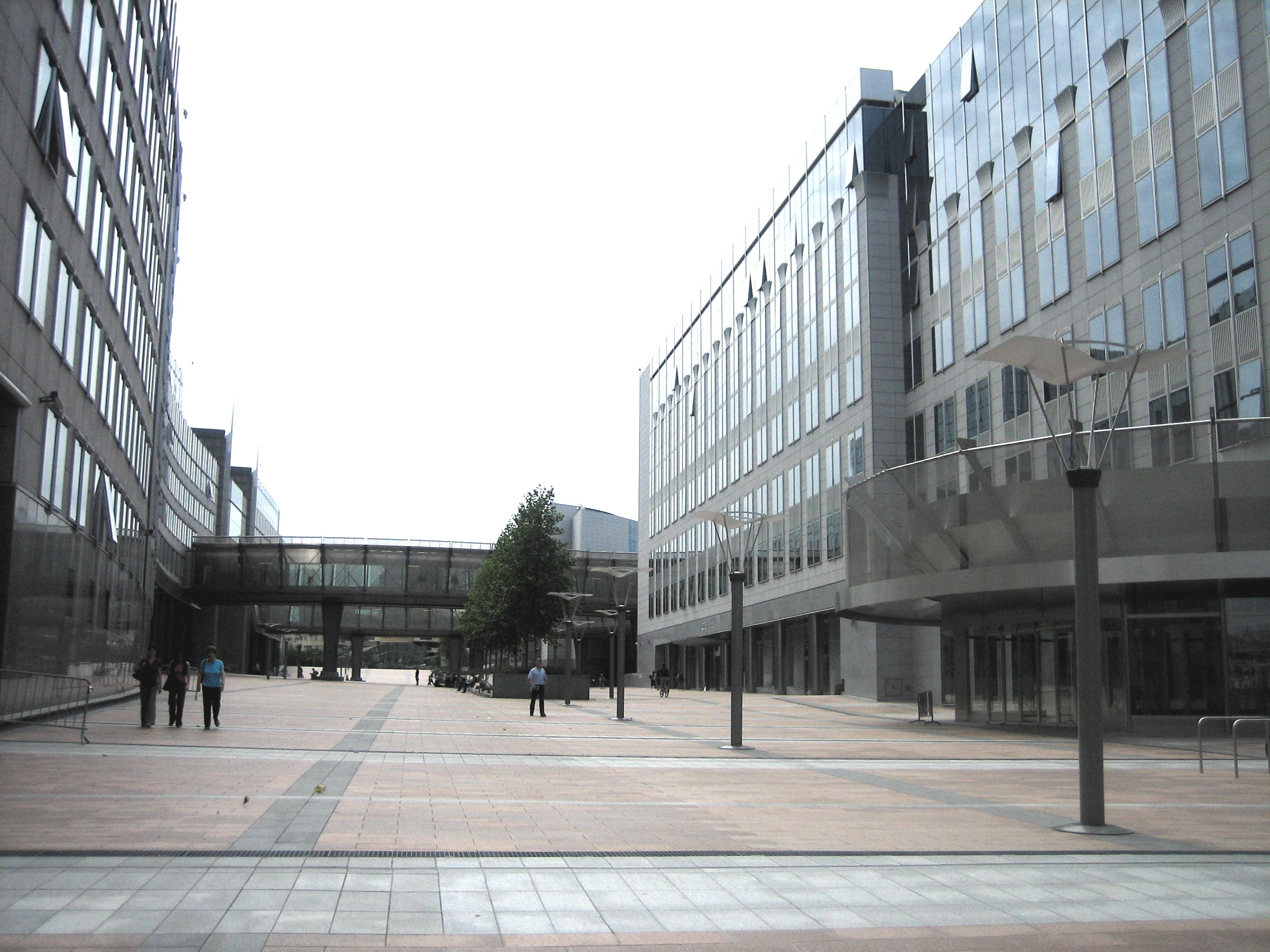
Het Willy Brandtgebouw (rechts)

Het Willy Brandtgebouw (WIB) is een gebouw van het Europees Parlement in de Leopoldruimte in Brussel. In het gebouw bevinden zich kantoren van europarlementariërs en van parlementaire diensten. Het gebouw uit 2007 werd vernoemd naar de Duitse politicus Willy Brandt. In het gebouw bevindt zich het bezoekerscentrum Parlementarium. Het gebouw is via de Konrad Adenauer-loopbrug verbonden met het Altiero Spinelligebouw en het József Antallgebouw.